# Kaliszki (Łódź)
Pour les articles homonymes, voir Kaliszki.
Kaliszki est une localité polonaise de la gmina et du powiat de Rawa Mazowiecka en voïvodie de Łódź.